# Округ Ален (Индијана)
Округ Ален (енгл. Allen County) је округ у америчкој савезној држави Индијана.

## Демографија
По попису из 2010. године број становника је 355.329, што је 23.48 (7,1%) становника више него 2000. године.
| Група             | 2000.           | 2010.           |
| Белци             | 269.732 (81,3%) | 271.789 (76,5%) |
| Афроамериканци    | 37.527 (11,3%)  | 41.618 (11,7%)  |
| Азијати           | 4.652 (1,4%)    | 9.721 (2,7%)    |
| Хиспаноамериканци | 13.877 (4,2%)   | 23.093 (6,5%)   |
| Укупно            | 331.849         | 355.329         |